# Ernst (Anhalt)
Ernst von Anhalt (* 1454; † 12. Juni 1516 in Dessau) war ein Fürst von Anhalt-Dessau und ab 1509 Fürst des geeinten Anhalt.

## Leben
Ernst war ein Sohn des Fürsten Georg I. von Anhalt-Zerbst (1390–1474) aus dessen vierter Ehe mit Anna († 1513), Tochter des Grafen Albrecht von Lindau-Ruppin.
1470 hatte Ernsts Vater die Regierung in die Hände seiner Söhne gelegt, die das Land 1471 teilten. Ernst und Sigismund III. erhielten Anhalt-Dessau, Georg und Waldemar VI. bekamen Anhalt-Köthen und Rudolf sollte mit einer Geldsumme abgefunden werden. Den Landesteil Anhalt-Bernburg, der 1468 an das Haus gefallen war, sollten alle Brüder gemeinsam regieren.
Ernst überlebte alle seine Brüder. Als Fürst förderte er die Landwirtschaft und erreichte dadurch, gemeinsam mit Rodungen, einen erheblichen Bevölkerungszuwachs. Im Jahr 1512 wurde die Marienkirche in Dessau fertiggestellt, für die Ernst 1506 den Grundstein legte. Auch im Jahr 1512 legte Ernst im Schloss von Dessau die Mühle und mehrere Nebengebäude an. Er erhielt von Brandenburg die Schuldzahlung für das verpfändete Cottbus und Peitz und erließ 1515 eine Kirchenordnung.

## Ehe und Nachkommen
Ernst heiratete am 20. Januar 1494 in Cottbus Margarethe (1473–1530), Tochter des Herzogs Heinrich des Älteren von Münsterberg. Seine Frau galt als ausgezeichnete Wirtschafterin und schon die Vermählung wurde ausgesprochen sparsam begangen. Nach Ernsts Tod übernahm Margarethe die Regentschaft über die minderjährigen Söhne. Aus seiner Ehe hatte Ernst folgende Kinder:
- Thomas (* 1503; † jung)
- Johann IV. (1504–1551), Fürst von Anhalt-Zerbst

⚭ 1534 Prinzessin Margareta von Brandenburg (1511–1577)
- Georg III. (1507–1553), Fürst von Anhalt-Plötzkau
- Joachim I. (1509–1561), Fürst von Anhalt-Dessau